# جینو بارتالی
جینو بارتالی (تلفظ ایتالیایی: [ˈdʒi:no ˈbartali]؛ ۱۸ ژوئیهٔ ۱۹۱۴ – ۵ مهٔ ۲۰۰۰) یک دوچرخه‌سوار ایتالیایی در رشتهٔ جاده بود. پیش از جنگ جهانی دوم، بهترین رکابزن ایتالیایی بود و دو بار برندهٔ جیرو دیتالیا (۱۹۳۶ و ۱۹۳۷) و یک‌بار برندهٔ تور دو فرانس (۱۹۳۸) شد. پس از جنگ نیز یک پیروزی در تور (۱۹۴۸) و یک پیروزی در جیرو (۱۹۴۶) کسب کرد.

## آغاز زندگی و فعالیت آماتور

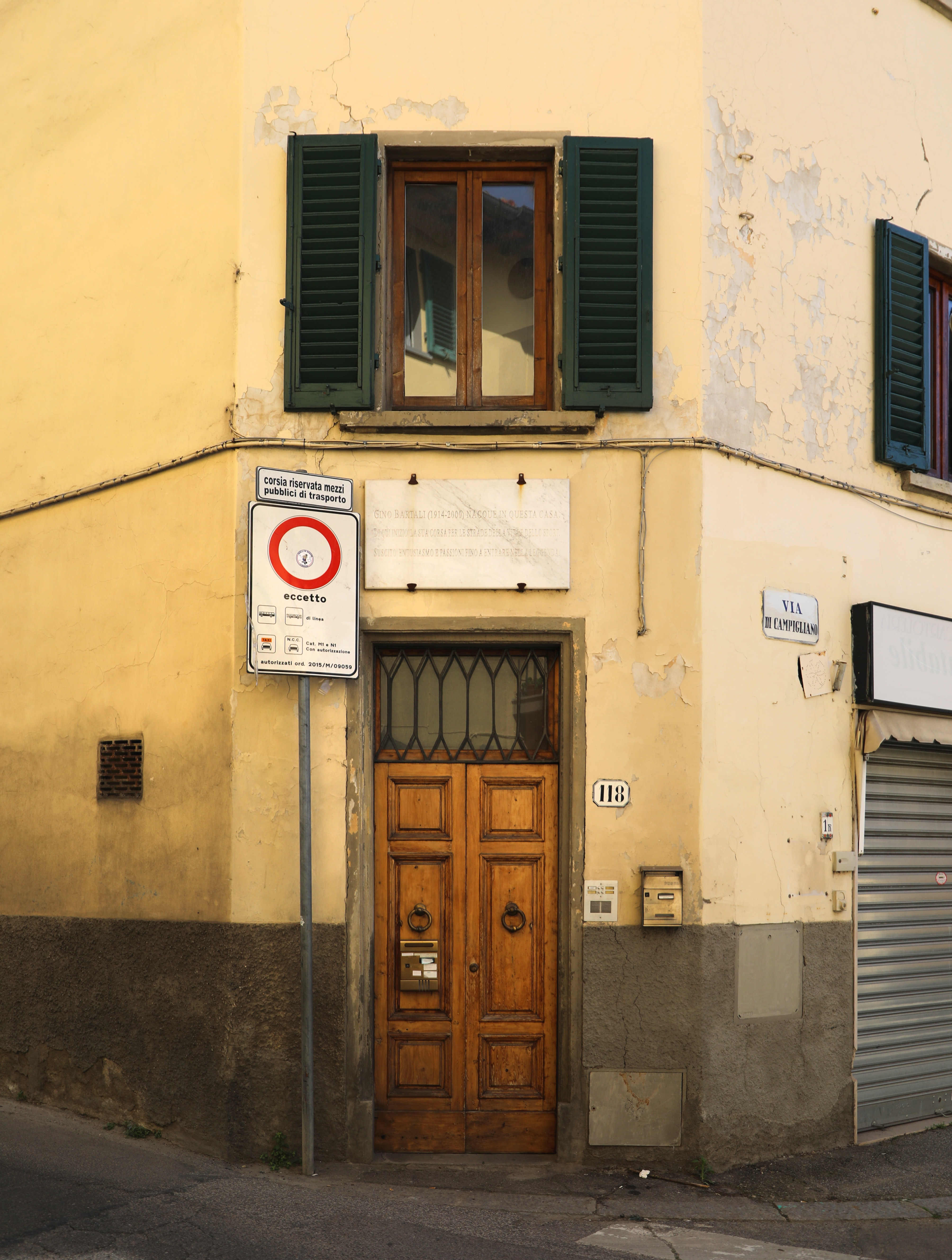
زادگاه جینو بارتالی در پونته آ امای فلورانس

جینو بارتالی پسر سوم یک خانوادهٔ دارای چهار فرزند بود. او با فروش ترکه به سازندگان پوشش برای بطری‌های شراب، درآمد کسب می‌کرد و در سیزده سالگی در یک دوچرخه‌فروشی مشغول به کار شد. در همان سن، دوچرخه‌سواری را آغاز کرد و در ۲۱ سالگی به دوچرخه‌سوار حرفه‌ای تبدیل شد. او در سال بعد، قهرمان ایتالیا شد. بارتالی در ۱۴ نوامبر ۱۹۴۰ با آدریانا بانی ازدواج کرد.

## فعالیت حرفه‌ای
بارتالی در ۲۰ سالگی برندهٔ یک مرحله از جیرو دیتالیای ۱۹۳۵ شد و به عنوان سلطان کوهستان دست یافت. در سال ۱۹۳۶ برندهٔ جیرو و تور لمباردی شد؛ ولی مرگ برادرش جولیو در یک سانحهٔ رانندگی در ۱۴ ژوئن بقیهٔ فصل او را تحت تأثیر قرار داد. بارتالی در آستانهٔ کناره‌گیری از دوچرخه‌سواری بود.
او تشویق به بازگشت شد و در سال ۱۹۳۷ دوباره قهرمانی جیرو را به دست آورد. چنین گفته می‌شد که او نیز ایتالیایی دیگری است که نمی‌تواند بیرون از ایتالیا رکاب بزند. بارتالی با تأثر از این گفته‌ها در تور ۱۹۳۷ شرکت کرد. در مراحل ابتدایی تور، ده دقیقه عقب افتاد؛ ولی فاصله را جبران کرد و در پایان مرحلهٔ هفتم در گرونوبل، رهبر تور شد. البته در مرحلهٔ بعد، هنگام عبور از پل چوبی یک رودخانه به درون رود افتاد.
فرانچسکو کاموسو که همراه با بارتالی رکاب می‌زد، او را از آب خارج کرد. بارتالی از ناحیهٔ بازو و زانو مجروح شد ولی به مسابقه ادامه داد و در پایان مرحله، رهبری خود را حفظ کرد.
بارتالی پیش از رسیدن به آلپ، رهبری خود را از دست داد و در مارسی از ادامهٔ تور انصراف داد.

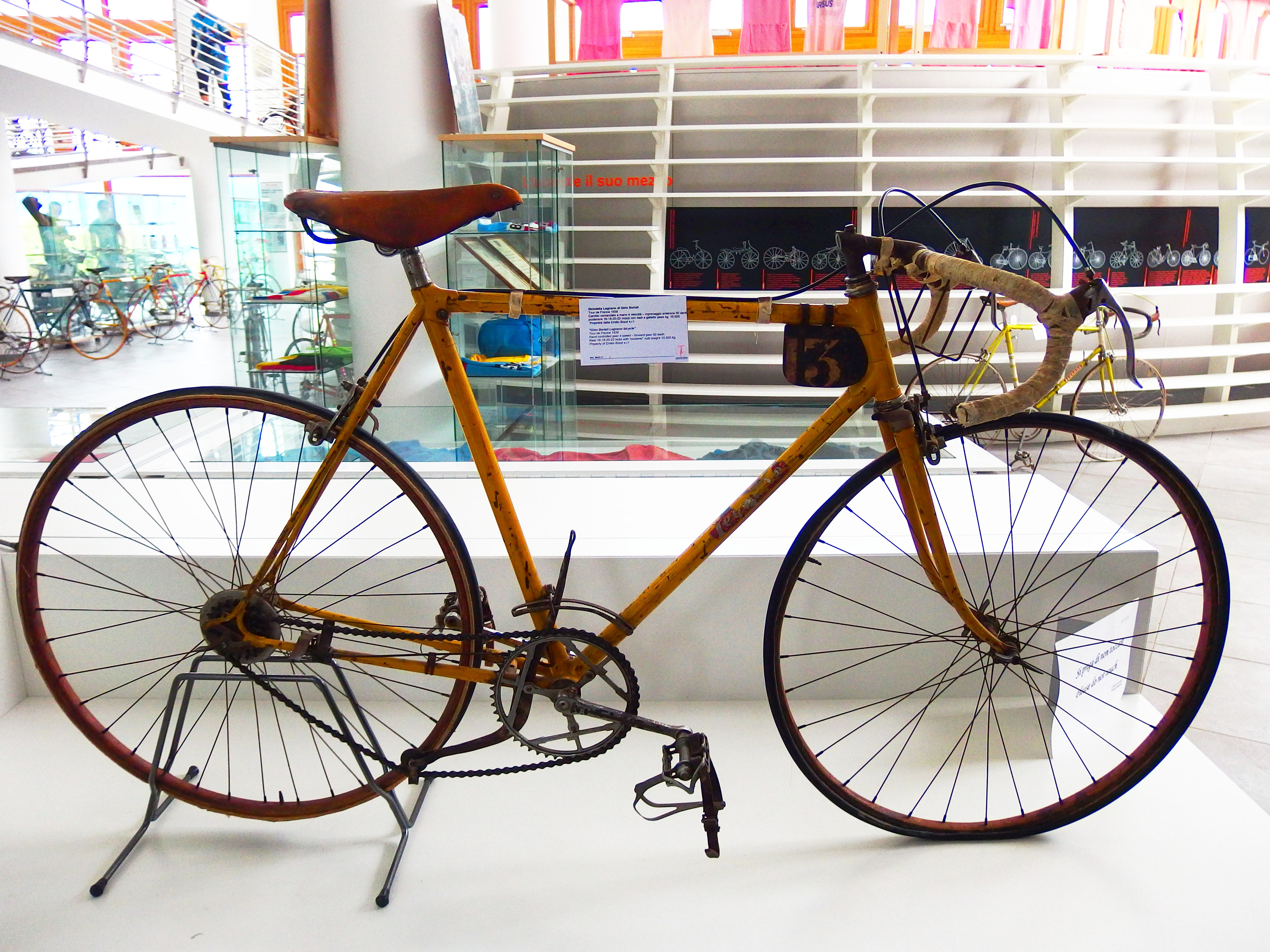
دوچرخهٔ ۴ دندهٔ بارتالی که با آن برندهٔ تور دو فرانس ۱۹۳۸ شد

او در سال ۱۹۳۸ به تور بازگشت و بر کار تیمی بلژیکی‌ها، سرما، باران و پنچری غلبه کرد. او در سخت‌ترین مرحله از دینی به بریانسون با فاصلهٔ بیش از ۵ دقیقه به پیروزی رسید.
در سال ۱۹۳۹ در آستانهٔ جنگ جهانی دوم، ایتالیا تیمی به تور نفرستاد.
بارتالی دو بار پیش از جنگ جهانی (در سال‌های ۱۹۳۶ و ۱۹۳۷) و یک‌بار پس از آن (در سال ۱۹۴۶) برندهٔ جیرو دیتالیا شد. او در مسابقات کلاسیکی مانند میلان-سانرمو و تور لمباردی نیز به پیروزی رسید.

### ۱۹۴۸: تور دوم
بارتالی در سال ۱۹۴۸ به تور بازگشت، در حالی که بسیاری از رکابزنانی که می‌شناخت، در جنگ کشته شده‌بودند و رکابزنان زیادی بودند که پس از خروج او از مسابقات، مسابقه دادن را آغاز کرده‌بودند. او نگران بود که هیچ شناختی از آنان ندارد. مسابقه در باران آغاز شد و بارتالی، بریک شوته را در کنار خود دید. بارتالی و شوته با یکدیگر مرحله را به پایان رساندند و بارتالی پیراهن طلایی را به دست آورد.
در طی تور، پالمیرو تولیاتی رهبر حزب کمونیست ایتالیا در هنگام خروج از ساختمان پارلمان هدف گلوله قرار گرفت. عصر همان روز آلچیده د گاسپری (دوست قدیمی بارتالی و رئیس پارلمان) با بارتالی تماس گرفت و وضعیت را برای او توضیح داد. از او خواست که بهترین عملکرد خود را داشته باشد که همان پیروزی در مراحل بود.
کمونیست‌ها توانسته بودند کارخانجات و ایستگاه‌های رادیو و تلویزیون را اشغال کنند و کشور در آستانهٔ شورش بود. در این شرایط بارتالی در سه مرحلهٔ متوالی پیروز شد و رهبری تور را با فاصله ۱۴ دقیقه به دست آورد.
در آستانه شورش کمونیست‌ها یک نفر وارد تالار پارلمان شد و فریاد زد: «بارتالی قهرمان تور دو فرانس شد»! همه اختلافات در یک لحظه فراموش شد و سیاستمداران مخالف به یکدیگر تبریک می‌گفتند. در همان روز تولیاتی به هوش آمد و پس از آگاهی از نتیجه تور، همه را به حفظ آرامش توصیه کرد.
جولیو آندریوتی نخست‌وزیر سابق، اظهار کرد که جلوگیری از جنگ داخلی به وسیله قهرمانی تور دو فرانس اغراق‌آمیز است؛ ولی در همان روزی که تولیاتی ترور شد، بارتالی در آرام کردن تنش‌ها نقش داشت.

### تور دو فرانس ۱۹۵۰
در تور دو فرانس ۱۹۵۰ بارتالی شانه به شانه ژان روبیک رکابزن فرانسوی پیش می‌رفت. روبیک در پیرنه پیش افتاد؛ ولی بارتالی دوباره به او رسید.
بارتالی گفت که هواداران فرانسوی در طول مسیر عصبانی بودند، او را متهم به خراب کردن بخت‌های روبیک کردند، به او مشت زدند و یکی از آنان او را با یک چاقو تهدید کرد. بارتالی به مسابقه ادامه داد و مرحله را با پیروزی به پایان رساند. فیورنزو مانی از تیم دوم ایتالیا پیراهن طلایی را به دست آورد. هنگامی که بارتالی اعلام کرد او و دو تیم ایتالیایی به خانه بازمی‌گردند، تیم‌های ایتالیایی با ناراحتی به هتل بازگشته بودند. مسئولان تور به هتل رفتند تا او را منصرف کنند؛ ولی بارتالی گفت که تمایلی به در خطر انداختن زندگی خود به وسیلهٔ یک مرد دیوانه ندارد. جستجو برای یافتن مرد چاقو به دست آغاز شد؛ ولی تنها چیزی که تماشاگران به خاطر داشتند، مردی بود که مشغول ورقه کردن سالامی بود و با در دست داشتن چاقوی خود برای کمک رفته‌بود.

## سبک رکابزنی
بارتالی سربالایی‌رو خوبی بود و پیشگام شانژمان بود. سبک او نامعمول بود: به ندرت در سربالایی ایستاده رکاب می‌زد و غالباً روی زین می‌نشست. هنگامی که دیگران حمله می‌کردند، روی زین می‌نشست و دنده را افزایش می‌داد.
او در کوهستان به نرمی رکاب می‌زد و هنگامی که رکاب نمی‌زد، پای راست خود را پایین‌تر می‌گرفت و پس از یکی دو ثانیه دوباره رکاب زدن را آغاز می‌کرد.
تاکنون کسی نتوانسته‌است با رکورد بارتالی در پیروزی سه مرحلهٔ متوالی کوهستانی در تور دو فرانس ۱۹۴۸ برابری کند. ۵۰ سال پس از آن، ماریو چیپولینی در تور دو فرانس ۱۹۹۹ توانست چهار مرحلهٔ مسطح متوالی را با پیروزی پشت سر بگذارد.

## رقابت با کوپی

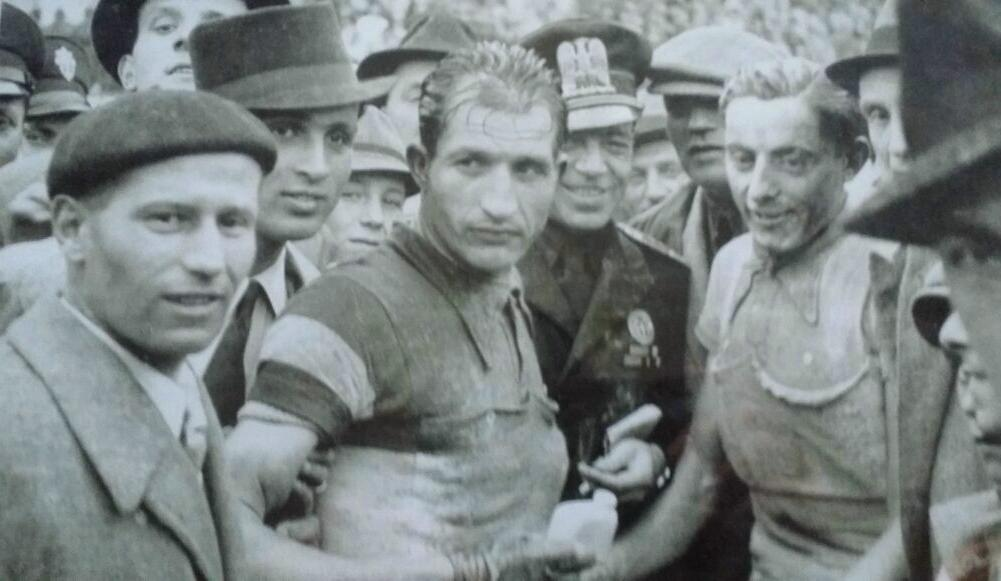
فائوستو کوپی و جینو بارتالی بین سال‌های ۱۹۴۳-۱۹۴۰

رقابت بارتالی با فائوستو کوپی ایتالیا را به دو بخش تقسیم کرد. بارتالی محافظه‌کار، محبوب بخش‌های روستایی و کشاورزی جنوب بود و کوپی سکولار، قهرمان شمال صنعتی بود.
در ژانویهٔ ۱۹۴۰ مربی تیم لنیانو از کوپی خواست که برای بارتالی رکاب بزند. رقابت این دو، هنگامی آغاز شد که کوپی برندهٔ جیرو شد. در مسابقات قهرمانی جهان ۱۹۴۹ در والکنبورخ، هر دو به دنبال پیروزی خود بودند و حاضر نشدند به پیروزی یکدیگر کمک کنند. آنان پس از مسابقه به مدت سه ماه محروم شدند.
علیرغم رقابت، بارتالی از کوپی برای پیروزی در تور دو فرانس ۱۹۴۹ حمایت کرد. در یک مرحلهٔ کوهستانی در آلپ، هنگامی که لاستیک کوپی پنچر شد، بارتالی منتظر او ماند و کوپی نیز همین کار را برای بارتالی تکرار کرد. در آخرین سربالایی به سوی بریانسون، کوپی اجازه داد که بارتالی در سالروز تولد خود، برندهٔ مرحله شود و پیراهن طلایی را به دست آورد. البته در روز بعد، کوپی پیراهن طلایی را کسب کرد و آن را تا پایان تور حفظ کرد. بارتالی نیز بر سکوی دوم ایستاد.

## زندگی شخصی

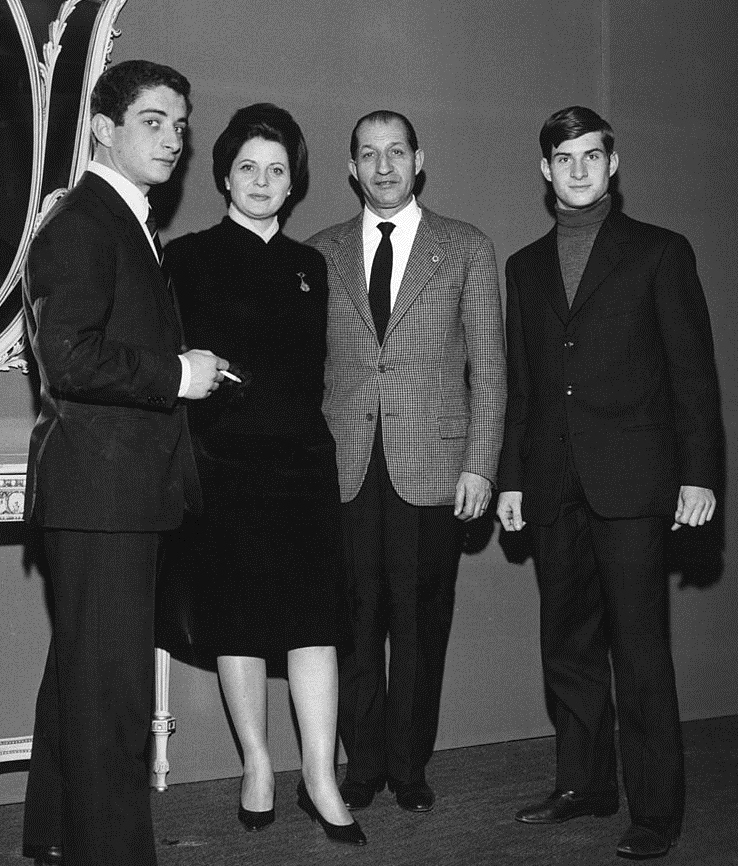
بارتالی به همراه همسرش آدریانا بانی و دو پسرش آندرئا و لوئیجی در سال ۱۹۶۳

بارتالی در خانواده‌ای مذهبی در توسکانی پرورش یافت. او پیش از غذا دعا می‌کرد و از ناسزا گفتن هم‌تیمی‌های خود می‌رنجید. بر خلاف او، کوپی در پیمونت رشد کرده‌بود و به‌هیچ‌وجه مذهبی نبود. بارتالی به این افتخار می‌کرد که پاپ ژان سیزدهم از او خواسته بود دوچرخه‌سواری را به او بیاموزد. او از حزب دموکرات مسیحی حمایت می‌کرد؛ ولی شخصیت او به گونه‌ای بود که کمونیست‌ها نیز مشکلی با او نداشته باشند.

## اواخر زندگی و مرگ
بارتالی در ۴۰ سالگی پس از مجروح شدن در یک تصادف، از دوچرخه‌سواری کناره‌گیری کرد. او تا آن زمان بیشتر سرمایه خود را از دست داده‌بود.
بارتالی در مهٔ ۲۰۰۰ بر اثر حملهٔ قلبی درگذشت. او دو پسر و یک دختر داشت. جولیانو آماتو ابراز تسلیت کرد. رومانو پرودی او را نماد نخبه‌ترین ورزشکار نامید. کمیته ملی المپیک ایتالیا نیز دو روز عزا اعلام کرد و یک دقیقه سکوت پیش از رویدادهای ورزشی انجام می‌شد.

## دستاوردها

### نتایج گرندتورها
منابع:
|                   | ۱۹۳۵    | ۱۹۳۶    | ۱۹۳۷       | ۱۹۳۸    | ۱۹۳۹    | ۱۹۴۰    | ۱۹۴۱    | ۱۹۴۲    | ۱۹۴۳    | ۱۹۴۴    | ۱۹۴۵    | ۱۹۴۶    | ۱۹۴۷    | ۱۹۴۸    | ۱۹۴۹    | ۱۹۵۰      | ۱۹۵۱    | ۱۹۵۲    | ۱۹۵۳    | ۱۹۵۴    |
| جیرو              | ۷       | ۱       | ۱          | نرفت    | ۲       | ۹       | ناموجود | ناموجود | ناموجود | ناموجود | ناموجود | ۱       | ۲       | ۸       | ۲       | ۲         | ۱۰      | ۵       | ۴       | ۱۳      |
| پیروزی در مرحله‌ها | ۱       | ۳       | ۴          | —       | ۴       | ۲       | ناموجود | ناموجود | ناموجود | ناموجود | ناموجود | ۰       | ۲       | ۰       | ۰       | ۱         | ۰       | ۰       | ۰       | ۰       |
| رده‌بندی کوهستان   | ۱       | ۱       | ۱          | —       | ۱       | ۱       | ناموجود | ناموجود | ناموجود | ناموجود | ناموجود | ۱       | ۱       | ۳       | ۲       | ۲         | بی‌رتبه  | ۳       | ۳       | بی‌رتبه  |
| رده‌بندی امتیازی   | ناموجود | ناموجود | ناموجود    | ناموجود | ناموجود | ناموجود | ناموجود | ناموجود | ناموجود | ناموجود | ناموجود | ناموجود | ناموجود | ناموجود | ناموجود | ناموجود   | ناموجود | ناموجود | ناموجود | ناموجود |
| تور               | نرفت    | نرفت    | ناتمام-۱۲A | ۱       | نرفت    | ناموجود | ناموجود | ناموجود | ناموجود | ناموجود | ناموجود | ناموجود | نرفت    | ۱       | ۲       | ناتمام-۱۲ | ۴       | ۴       | ۱۱      | نرفت    |
| پیروزی در مرحله‌ها | —       | —       | ۱          | ۲       | —       | ناموجود | ناموجود | ناموجود | ناموجود | ناموجود | ناموجود | ناموجود | —       | ۷       | ۱       | ۱         | ۰       | ۰       | ۰       | —       |
| رده‌بندی کوهستان   | —       | —       | بی‌رتبه     | ۱       | —       | ناموجود | ناموجود | ناموجود | ناموجود | ناموجود | ناموجود | ناموجود | —       | ۱       | ۲       | بی‌رتبه    | ۲       | ۶       | —       | —       |
| رده‌بندی امتیازی   | ناموجود | ناموجود | ناموجود    | ناموجود | ناموجود | ناموجود | ناموجود | ناموجود | ناموجود | ناموجود | ناموجود | ناموجود | ناموجود | ناموجود | ناموجود | ناموجود   | ناموجود | ناموجود | ۹       | —       |
| ووئلتا            | نرفت    | نرفت    | ناموجود    | ناموجود | ناموجود | ناموجود | نرفت    | نرفت    | ناموجود | ناموجود | نرفت    | نرفت    | نرفت    | نرفت    | ناموجود | نرفت      | ناموجود | ناموجود | ناموجود | ناموجود |
| پیروزی در مرحله‌ها | —       | —       | ناموجود    | ناموجود | ناموجود | ناموجود | —       | —       | ناموجود | ناموجود | —       | —       | —       | —       | ناموجود | —         | ناموجود | ناموجود | ناموجود | ناموجود |
| رده‌بندی کوهستان   | —       | —       | ناموجود    | ناموجود | ناموجود | ناموجود | —       | —       | ناموجود | ناموجود | —       | —       | —       | —       | ناموجود | —         | ناموجود | ناموجود | ناموجود | ناموجود |
| رده‌بندی امتیازی   | ناموجود | ناموجود | ناموجود    | ناموجود | ناموجود | ناموجود | ناموجود | ناموجود | ناموجود | ناموجود | ناموجود | ناموجود | ناموجود | ناموجود | ناموجود | ناموجود   | ناموجود | ناموجود | ناموجود | ناموجود |

| ۱        | برنده                               |
| ۲–۳      | سه نفر اول                          |
| ۴–۱۰     | ده نفر اول                          |
| ۱۱–      | گذر از خط پایان                     |
| نرفت     | در مسابقه شرکت نکرد                 |
| ناتمام-x | به پایان نرساند (انصراف در مرحله x) |
| DNS-x    | آغاز نکرد (عدم شرکت در مرحله x)     |
| اخراج    | اخراج شد                            |
| ناموجود  | مسابقه/رده‌بندی انجام نشد            |
| بی‌رتبه   | در رده‌بندی گنجانده نشد              |

### نتایج یادبودها
منابع:
| یادبود             | ۱۹۳۵ | ۱۹۳۶ | ۱۹۳۷ | ۱۹۳۸ | ۱۹۳۹ | ۱۹۴۰ | ۱۹۴۱ | ۱۹۴۲ | ۱۹۴۳ | ۱۹۴۴ | ۱۹۴۵ | ۱۹۴۶ | ۱۹۴۷ | ۱۹۴۸ | ۱۹۴۹ | ۱۹۵۰ | ۱۹۵۱ | ۱۹۵۲ | ۱۹۵۳ | ۱۹۵۴ |
| ------------------ | ---- | ---- | ---- | ---- | ---- | ---- | ---- | ---- | ---- | ---- | ---- | ---- | ---- | ---- | ---- | ---- | ---- | ---- | ---- | ---- |
| تور میلان–سانرمو   | ۴    | ۲۳   | —    | ۷    | ۱    | ۱    | ۱۲   | ۱۱   | ۵    | N/A  | N/A  | ۴    | ۱    | ۳۰   | ۱۵   | ۱    | ۲۷   | ۳۷   | ۳۴   | ۱۳   |
| تور فلاندر         | —    | —    | —    | —    | —    | —    | —    | —    | —    | —    | —    | —    | —    | —    | —    | —    | —    | —    | —    | —    |
| تور پاریس–روبه     | —    | —    | —    | —    | —    | N/A  | N/A  | N/A  | —    | —    | —    | —    | —    | —    | —    | —    | —    | —    | —    | —    |
| تور لیژ–باستون–لیژ | —    | —    | —    | —    | —    | N/A  | N/A  | N/A  | —    | N/A  | —    | —    | —    | —    | —    | —    | ۶    | —    | —    | —    |
| تور لمباردی        | ۳    | ۱    | ۲    | ۲    | ۱    | ۱    | ۹    | ۲    | N/A  | N/A  | ۳    | —    | ۲    | —    | —    | ۳۱   | ۱۱   | ۳۶   | —    | —    |

| —   | شرکت نکرد         |
| N/A | مسابقه برگزار نشد |